# Rotterdam World Gateway

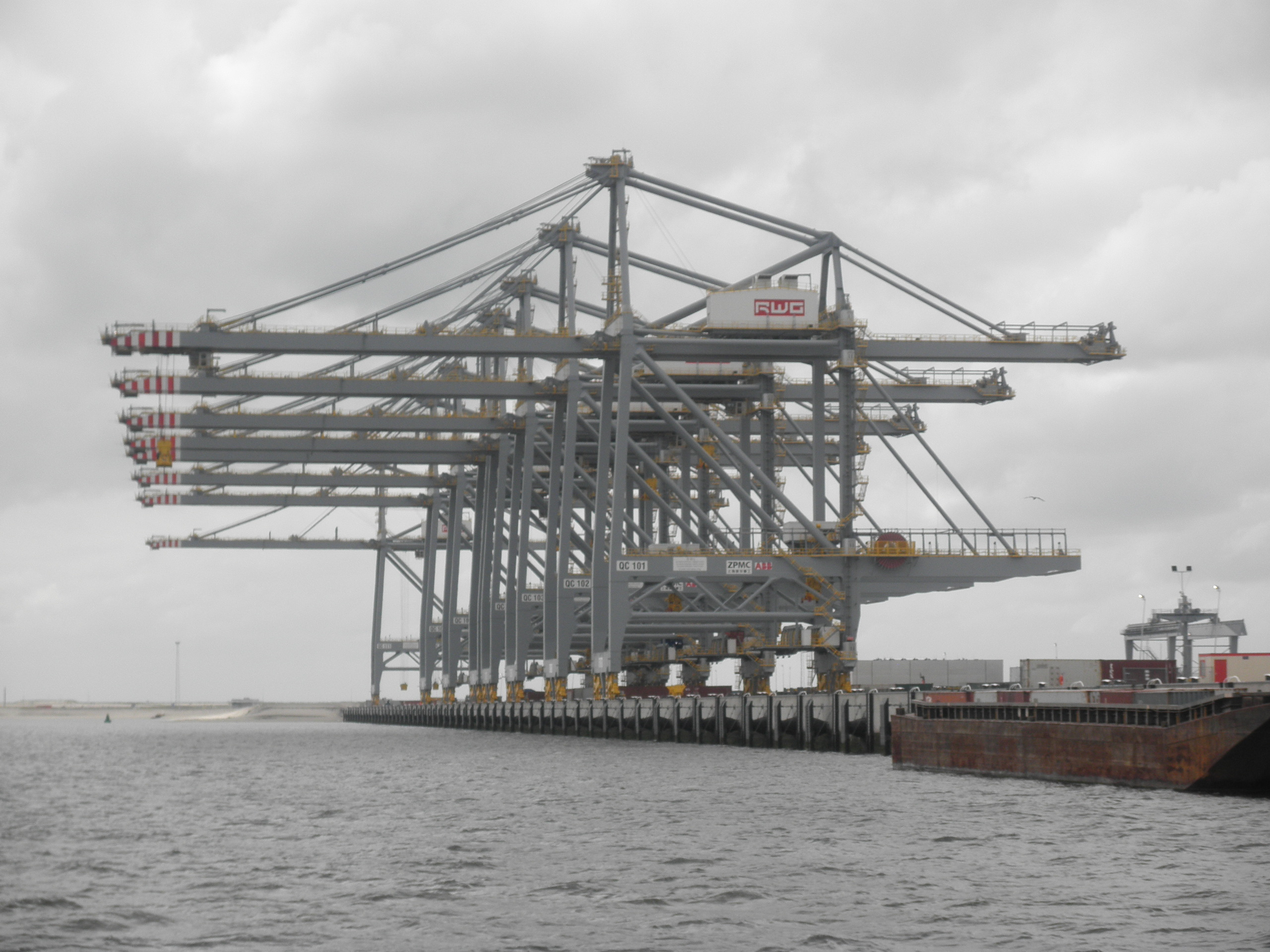
Acht Super-Post Panamax containerkranen op de containerterminal van Rotterdam World Gateway.

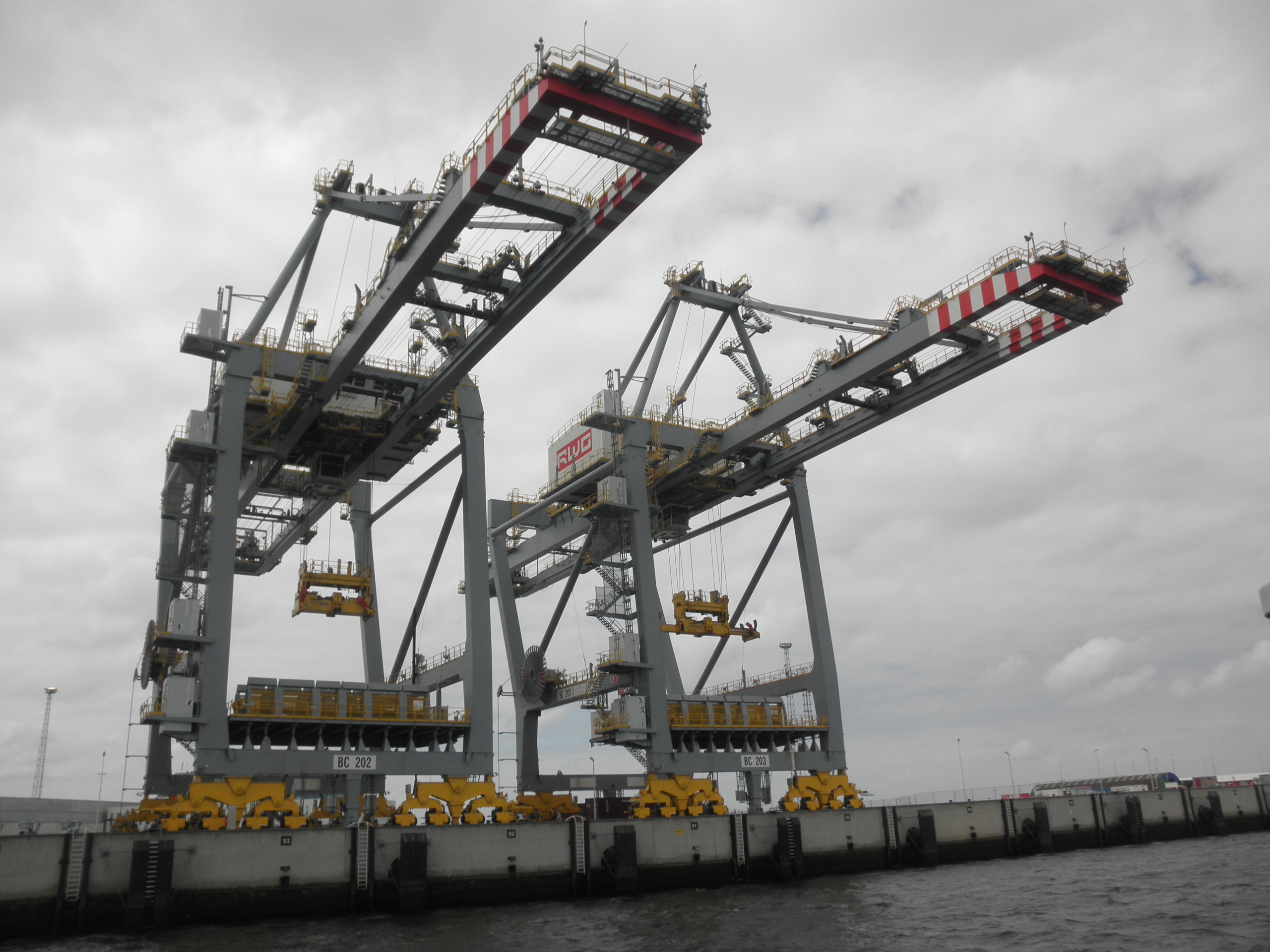
Twee containerkranen voor kleine schepen op de RWG terminal.

Rotterdam World Gateway (RWG) is een nieuwe containerterminal aan de Prinses Amaliahaven op de Tweede Maasvlakte bij Rotterdam.

## Tekenen van het contract
In september 2007 tekende RWG een contract met het Havenbedrijf Rotterdam voor de bouw van een nieuwe container terminal op de Tweede Maasvlakte. RWG is een internationaal consortium dat bestaat uit stuwadoor Dubai Ports World en vier wereldwijd opererende containerrederijen: APL, MOL, Hyundai Merchant Marine (HMM) en CMA CGM. Dubai Ports heeft 30% van de aandelen van het consortium in handen, CMA CGM 10% en de andere drie reders ieder 20%. Bij het tekenen van het contract verwachtte men de terminal in de tweede helft van 2013 gefaseerd in gebruik te nemen.

## Bouw
Op 30 september 2011 werd de grond overgedragen aan RWG waarmee de bouw van de terminal kon beginnen. In maart 2012 werd de start van de bouw tijdelijk uitgesteld vanwege een langlopende ruzie tussen containeroverslagbedrijf Europe Container Terminals (ECT) en het Havenbedrijf Rotterdam. ECT stapte in 2011 naar de rechter omdat de nieuwe terminals, waaronder die van RWG, betere plekken krijgen in de haven en er overcapaciteit komt. Het bedrijf eist daarom 900 miljoen euro schadevergoeding. De partners van RWG willen eerst duidelijkheid over de gevolgen van de rechtszaak alvorens de bouw te continueren.
In juni 2012 kreeg RWG de financiering rond voor de eerste fase. Diverse banken, waaronder ABN AMRO en NIBC, verlenen een lening met een looptijd van twintig jaar en een totale omvang van € 360 miljoen.

## Materieel
In de eerste fase krijgt de terminal een capaciteit van 2,35 miljoen TEU per jaar en een terrein van 108 hectare groot. De kade voor zeeschepen krijgt een lengte van 1150 meter en een waterdiepte van 20 meter. Voor de kleine zeevaart en de binnenvaart is een kade van 550 meter beschikbaar met een waterdiepte van 11 meter.
Er komen 11 Super-Post Panamax containerkranen met een reikwijdte van 24 rijen containers. In november 2013 kwamen de eerste vier kranen aan per schip vanuit China. De kranen hebben een bereik van 66 meter en een hijscapaciteit van 65 ton. Verder komen er drie kranen voor de kleinere schepen met een bereik van 33 meter en eenzelfde capaciteit.
Voor het transport van de containers op het land zijn er 50 automatische opslag- of stapelkranen en 59 lift-automatische geleide voertuigen (lift-AGV) beschikbaar. Leverancier van de voertuigen is het Amerikaanse Terex Port Solutions. De lift-AGVs zijn volledig elektrisch aangedreven. Ze kunnen containers volautomatisch oppikken of afzetten en hebben een eigen liftsysteem. Ze zetten de containers af op speciale rekken waar ze vervolgens door een stapelkraan worden opgepikt en in de stack worden geplaatst. De lift-AGVs hoeven niet te wachten op de stapelkranen en dit verhoogt de capaciteit ten opzichte van oudere geautomatiseerde terminals. Wanneer de accu’s leegraken, rijden de voertuigen automatisch naar een laadstation. Hier wordt zonder menselijk ingrijpen de accu gewisseld voor een vol exemplaar. Voor het laden en lossen van treinen zijn twee railkranen beschikbaar. 
Het streven is om 65% van de containers aan- of af te voeren via trein of binnenvaartschip. Alle kranen en voertuigen op de terminal werken op elektriciteit. Veel van de handelingen zijn geautomatiseerd waardoor het aantal werknemers op circa 250 zal uitkomen. Het geheel vergt van de terminalbeheerder een investering van ongeveer 700 miljoen euro en de terminal zal in 2015 steeds verder in gebruik worden genomen.
Voor een tweede fase heeft RWG een optie op nog eens 48 hectare aansluitende grond zodat het in totaal 4,25 miljoen TEU per jaar kan overslaan. Dat zal waarschijnlijk pas na 2020 aan de orde zijn.

## Activiteiten
Op 17 januari 2015 is het eerste commerciële testschip behandeld op de terminal waarbij ruim 150 containers zijn gelost. Dit eerste schip markeert de start van de commerciële activiteiten van RWG. Er zullen meer testschepen volgen en de hoeveelheid overgeslagen containers zal toenemen. In het tweede kwartaal van 2015 zullen de eerste wekelijkse lijndiensten worden behandeld. Op 15 september 2015 werd de RWG terminal officieel geopend. Door de vergaande automatisering, met onder andere volautomatische kranen, wordt de terminal door een team van maximaal 15 man gerund. Er werken in totaal 180 mensen bij RWG en dan vooral ICT-specialisten. Op 17 april 2019 werd op RWG, sinds de opening in september 2015, de 2,5 miljoenste container overgeslagen. De terminal benutte toen ruim 90% van de capaciteit.
RWG kampt met duidelijke aanloopproblemen. In 2015 leed de terminal een verlies van € 35,2 miljoen, ongeveer viermaal meer dan in 2014. Door de vergaande automatisering verliep de afhandeling van de containers moeizaam waardoor schepen moesten uitwijken naar ander terminals hetgeen leidde tot minder containers en een lage jaaromzet van € 3,2 miljoen.
| Jaar | Total inkomsten | Nettoresultaat |
| ---- | --------------- | -------------- |
| 2015 | -               | –35,2          |
| 2016 | 60,8            | –28,9          |
| 2017 | 132,8           | –8,5           |